# Enrico I di Montmorency
Enrico I di Montmorency (Chantilly, 15 giugno 1534 – La-Granges-des-pres, 2 aprile 1614) è stato un nobile e militare francese, membro del potente Casato di Montmorency.

## Biografia

### Infanzia
Enrico I, duca di Montmorency, era figlio del Connestabile e maresciallo di Francia Anne, duca di Montmorency (1492-1567) e di Maddalena di Savoia.

### Ascesa
Signore di Damville alla nascita, divenne, a seguito del decesso del fratello Francesco di Montmorency (1530 – 1569), conte di Dammartin e d'Alais, barone di Châteaubriant, signore di Chantilly e d'Écouen e governatore di Linguadoca a partire dal 1563, maresciallo di Francia nel 1567.

### Matrimoni
Nel giugno 1558 sposò Antoinette de La Marck, dalla quale ebbe una figlia.
Nel 1593 sposò in seconde nozze Luisa di Budos (1575 – 1598), dalla quale ebbe due figli.

### Carriera militare
Sempre più vicino ai protestanti, divenne uno dei capi del loro partito politico, opposto alla Lega Cattolica ed all'influenza della Spagna. Così, dopo la Notte di San Bartolomeo, si alleò ai protestanti di Linguadoca per garantire loro la libertà di culto e conservare la propria posizione. Allorché il re di Francia Enrico III gli chiese la sua sottomissione al potere della corona, egli rifiutò e partì all'offensiva occupando le città di Saint-Gilles e di Aigues-Mortes (12 gennaio 1574).
Nel 1576 si riconciliò con il Re in cambio della promessa di ottenere il Marchesato di Saluzzo in Italia.
La città di Montpellier si ribellò contro quello che considerava un tradimento da parte del Montmorency ed egli la pose sotto assedio.
Successivamente combatté con Enrico di Navarra che nel 1593 lo nominò Connestabile di Francia.

## Discendenza
Enrico I e Antonietta de la Marck, sua prima moglie, due figlie:
- Carlotta (1571 c.a. – 1636), andata sposa a Carlo di Valois (1573 – 1650), figlio illegittimo del re Carlo IX e di Marie Touchet
- Margherita (1577–1660), sposò nel 1593 Anne de Lévis, duca di Ventadour

Dalle seconde nozze con Luisa di Budos nacquero due figli:
- Carlotta Margherita (1594 – 1650), andata sposa al principe Enrico II di Borbone-Condé
- Enrico II (1595 – 1632), suo successore.

## Stemma
| Image | Stemma |
| ----- | --- |
|       | Enrico I di Montmorency duca di Montmorency, connestabile e maresciallo di Francia, cavaliere dell'Ordine dello Spirito Santo |

## Ascendenza
|                                                                   |                            |                                          | Genitori                                    |  |  | Nonni |  |  | Bisnonni                        |  |  | Trisnonni                         |  |
|                                                                   |                            |                                          |                                             |  |  |       |  |  | Jean II, signore di Montmorency |  |  | Jacques I, signore di Montmorency |  |
|                                                                   |                            |                                          |                                             |  |  |       |  |  | Jean II, signore di Montmorency |  |  | Jacques I, signore di Montmorency |  |
|                                                                   |                            | Philippe de Melun, signora di Croisilles |                                             |  |  |       |  |  | Jean II, signore di Montmorency |  |  |                                   |  |
| Guillaume de Montmorency, signore d'Escouen de Thore de Chantilly |                            |                                          |                                             |  |  |       |  |  | Jean II, signore di Montmorency |  |  |                                   |  |
|                                                                   |                            | Marguerite d'Orgemont                    | Pierre II d'Orgemont, conte di Chantilly    |  |  |       |  |  |                                 |  |  |                                   |  |
|                                                                   |                            | Marguerite d'Orgemont                    | Pierre II d'Orgemont, conte di Chantilly    |  |  |       |  |  |                                 |  |  |                                   |  |
|                                                                   |                            | Marguerite d'Orgemont                    | Jacqueline Paynel                           |  |  |       |  |  |                                 |  |  |                                   |  |
| Anne, duca di Montmorency                                         |                            | Marguerite d'Orgemont                    |                                             |  |  |       |  |  |                                 |  |  |                                   |  |
|                                                                   |                            | Guy Pot, conte di Saint-Pol              | Jacques Pot, signore de Roche de Nolay      |  |  |       |  |  |                                 |  |  |                                   |  |
|                                                                   |                            | Guy Pot, conte di Saint-Pol              | Jacques Pot, signore de Roche de Nolay      |  |  |       |  |  |                                 |  |  |                                   |  |
|                                                                   |                            | Guy Pot, conte di Saint-Pol              | Marguerite de Courtiambles                  |  |  |       |  |  |                                 |  |  |                                   |  |
| Anne Pot, contessa di Saint-Pol                                   |                            | Guy Pot, conte di Saint-Pol              |                                             |  |  |       |  |  |                                 |  |  |                                   |  |
|                                                                   |                            | Marie de Villiers de L'Isle Adam         | Jacques de Villiers, signore de L'Isle Adam |  |  |       |  |  |                                 |  |  |                                   |  |
|                                                                   |                            | Marie de Villiers de L'Isle Adam         | Jacques de Villiers, signore de L'Isle Adam |  |  |       |  |  |                                 |  |  |                                   |  |
|                                                                   |                            | Marie de Villiers de L'Isle Adam         | Jeanne de Nesle                             |  |  |       |  |  |                                 |  |  |                                   |  |
| Henri I, duca di Montmorency                                      |                            | Marie de Villiers de L'Isle Adam         |                                             |  |  |       |  |  |                                 |  |  |                                   |  |
|                                                                   | Filippo II, duca di Savoia | Ludovico, duca di Savoia                 |                                             |  |  |       |  |  |                                 |  |  |                                   |  |
|                                                                   | Filippo II, duca di Savoia | Ludovico, duca di Savoia                 |                                             |  |  |       |  |  |                                 |  |  |                                   |  |
|                                                                   | Filippo II, duca di Savoia | Anna di Cipro                            |                                             |  |  |       |  |  |                                 |  |  |                                   |  |
| Renato di Savoia, conte di Villars                                | Filippo II, duca di Savoia |                                          |                                             |  |  |       |  |  |                                 |  |  |                                   |  |
|                                                                   |                            | Libera Portoneri                         | …                                           |  |  |       |  |  |                                 |  |  |                                   |  |
|                                                                   |                            | Libera Portoneri                         | …                                           |  |  |       |  |  |                                 |  |  |                                   |  |
|                                                                   |                            | Libera Portoneri                         | …                                           |  |  |       |  |  |                                 |  |  |                                   |  |
| Maddalena di Savoia-Villars                                       |                            | Libera Portoneri                         |                                             |  |  |       |  |  |                                 |  |  |                                   |  |
|                                                                   |                            | Gian Antonio II Lascaris, conte di Tenda | Onorato Lascaris, conte di Tenda            |  |  |       |  |  |                                 |  |  |                                   |  |
|                                                                   |                            | Gian Antonio II Lascaris, conte di Tenda | Onorato Lascaris, conte di Tenda            |  |  |       |  |  |                                 |  |  |                                   |  |
|                                                                   |                            | Gian Antonio II Lascaris, conte di Tenda | Margherita del Caretto                      |  |  |       |  |  |                                 |  |  |                                   |  |
| Anna Lascaris, contessa di Tenda                                  |                            | Gian Antonio II Lascaris, conte di Tenda |                                             |  |  |       |  |  |                                 |  |  |                                   |  |
|                                                                   |                            | Isabelle d'Anglure                       | Saladin d'Anglure, signore d'Estoges        |  |  |       |  |  |                                 |  |  |                                   |  |
|                                                                   |                            | Isabelle d'Anglure                       | Saladin d'Anglure, signore d'Estoges        |  |  |       |  |  |                                 |  |  |                                   |  |
|                                                                   |                            | Isabelle d'Anglure                       | Jeanne de Neufchâtel, viscontessa de Blagny |  |  |       |  |  |                                 |  |  |                                   |  |
|                                                                   |                            | Isabelle d'Anglure                       |                                             |  |  |       |  |  |                                 |  |  |                                   |  |